# روما بازار
رومابازار (به لاتین: Ruma Bazar) یک منطقهٔ مسکونی در بنگلادش است که در ناحیه بندربان واقع شده‌است.